# 고조선 연구
《고조선 연구》는 고조선 연구 분야의 대표적 학자인 윤내현(尹乃鉉, 1939넌 6월 11일~) 교수가 쓴 단행본 서적이다. 1994년 11월 30일 1쇄가 발행되었고, 1995년 4월 10일 2쇄 발행, 1999년 2월 15일 3쇄가 발행되었다. 발행처는 일지사(一志社)이고, 인쇄처는 성덕인쇄(聖德印刷)이다. 《고조선 연구》는 총 905쪽에 이르는 방대한 연구 자료로 구성된 고조선 관련 연구 서적이다. 저자인 윤내현 교수는 1939년 전라남도 해남 출생으로 단국대학교 사학과를 졸업하고 박사과정을 마쳤으며, 미국 하버드 대학교에서 수학했다. 단국대학교 교수 및 부총장, 대학원장을 역임했다. 고조선학회 회장 및 단군학회 회장 등을 역임했다.

## 책의 구성
- 차례
- 서장 - 연구의 필요성과 방법
- 제1편 고조선연구 총론
  - 제1장 고대 조선의 지리와 개념
  - 제2장 고조선의 건국과 민족의 형성
  - 제3장 고조선의 강역과 국경
  - 제4장 고조선의 연대와 중심지
  - 제5장 위만조선·한사군·창해군

- 제2편 고조선연구 각론
  - 제1장 고조선의 구조와 정치
  - 제2장 고조선의 경제와 생산
  - 제3장 고조선의 사회와 풍속
  - 제4장 고조선의 문화와 과학
  - 제5장 고조선의 대외관계

- 총결 - 고조선의 실체와 역사적 의의
- 부록 - 한국사 연대 도표

## 비판
윤내현의 《고조선 연구》는 북한의 역사학자 리지린의 《고조선 연구》(1963)를 표절했다는 비판을 받고 있다. 《고조선 연구》를 펴내기 전인 1984년 학술세미나에서 자신의 논문과 리지린의 《고조선 연구》가 유사하다는 학계의 지적을 받고 좀더 자세한 내용을 살펴보고자 자신이 직접 리지린의 《고조선 연구》등 북한 자료를 미국의 대학도서관에서 입수했음을 시인하였으며, 85년 11월에는 "주(注)를 달면 자신의 학설이 무너진다"고 해명하며 연구비를 반납하고 자신의 글을 거두어 갔다라고 이형구는 본인의 논문에서 비판하고 있다.
하지만 윤내현은 이러한 비판과 표절시비에 대해 "나의 주장은 신채호(申采浩) ･ 정인보(鄭寅普) ･ 장도빈(張道斌)등 민족사학자들이 그동안 주장해왔던 학설과 궤를 같이하고 있을 뿐 표절과는 거리가 먼 주장"임을 밝혔다.

## 같이 보기
- 신채호
- 정인보
- 민족사학

## 참고 자료
- 「논쟁으로 읽는 한국사」, 상상 속의 고조선 · 역사 속의 고조선, 역사비평 편집위원회 저, 역사비평사(2009년, 35~39p)